# Ponte San Rafael (Utah)
A Ponte San Rafael (também conhecida como San Rafael Swinging Bridge ou Buckhorn Wash Bridge) é uma ponte pênsil histórica sobre o rio San Rafael, situada no centro do Condado de Emery, Utah, Estados Unidos, que está listada no Registro Nacional de Lugares Históricos (NRHP).

## Descrição
A ponte foi construída pelo Civilian Conservation Corps entre 1935 e 1937. Até a década de 1990, era a única ponte que cruzava o rio. Ela não suporta mais tráfego de automóveis, mas ainda está aberta para uso de pedestres. Foi adicionada ao NRHP em 3 de junho de 1996.

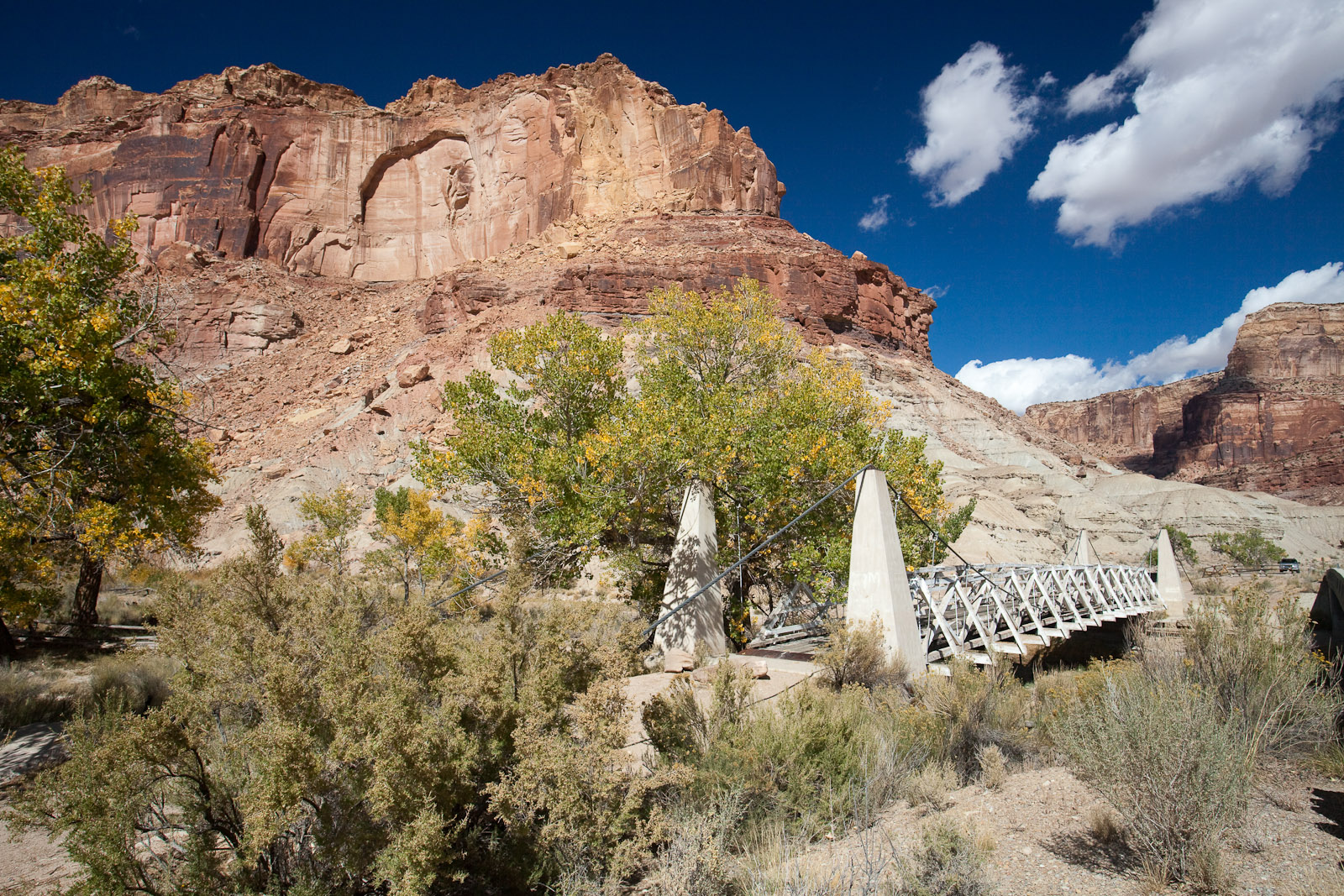
Ponte San Rafael, outubro de 2009